# Saint-Georges-sur-la-Prée
Saint-Georges-sur-la-Prée är en kommun i departementet Cher i regionen Centre-Val de Loire i de centrala delarna av Frankrike. Kommunen ligger  i kantonen Graçay som tillhör arrondissementet Vierzon. År 2022 hade Saint-Georges-sur-la-Prée 595 invånare.

## Befolkningsutveckling
Antalet invånare i kommunen Saint-Georges-sur-la-Prée
Referens:INSEE